# آلتومریکس
آلتومریکس (نام علمی: Aletomeryx) نام یک سرده از تیره دیرین‌جوندگان است.